# Carnaval de Mamoiada
Le carnaval de Mamoiada est une procession dansée qui se déroule chaque année à partir de la fête de San Antoine, à Mamoiada en Sardaigne.
Il est considéré comme le carnaval le plus caractéristique et le plus ancien de l'île.

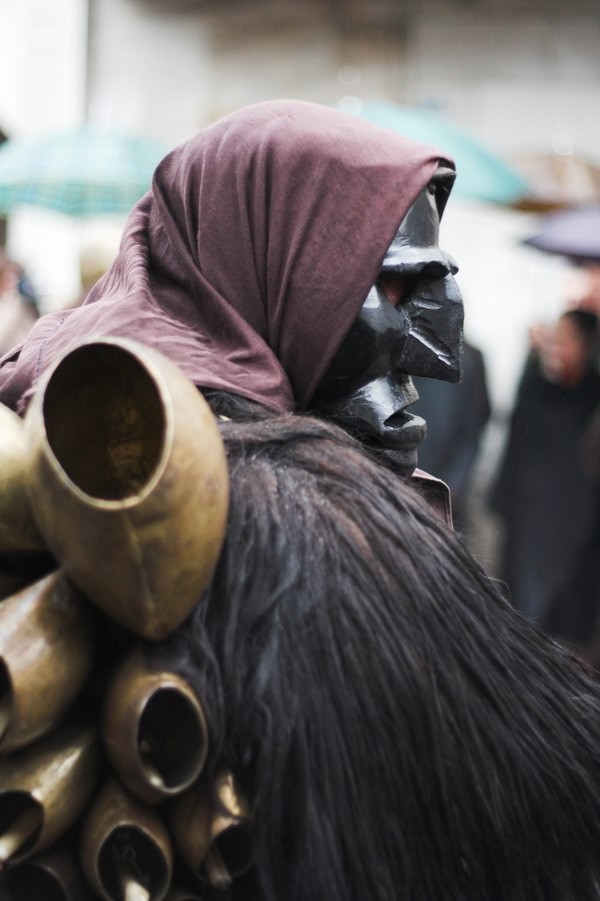
Le mamuthone.

## Description
Le défilé, composé traditionnellement d'un groupe de douze mamuthones et de huit issohadores (it), dure de l'après-midi jusque tard en soirée. 
Les mamuthones et les issohadores sont des personnages déguisés qui se distinguent par leurs vêtements et par leur façon de bouger à l'intérieur de la procession. Les mamuthones avancent avec lenteur, pendant que les issohadores, habillés de façon colorée, donnent un mouvement plus animé à la procession.
Le masque facial (visera) est en bois, noir pour le mamuthone et blanc pour l'issohadore. 
Le corps du mamuthone est recouvert de peau de chèvre noire (mastruca), pendant que son dos se pare d'une série de clochetons (carriga). L'issohadore, au contraire, endosse un couvre-chef dit berritta, un corsage rouge (curittu), une chemise et des pantalons blancs, une bandoulière de clochettes en bronze (sonajolos), le châle, et enfin le lasso (so'a).

## La procession
Elle se développe, sur deux files parallèles, avançant lentement, exerçant sur le public une lourde atmosphère, presque hypnotique. 
Les mamuthones, au moyen d'un coup d'épaule, tournent le corps une fois vers la droite et une autre vers la gauche ; ce mouvement synchronisé en deux temps produit un unique et fort vacarme de clochetons. De temps en temps, le chef issohadore, avec un geste, fait exécuter simultanément trois rapides sauts sur soi-même tandis que les autres issohadores, très mobiles, avec des lassos lancés dans la foule, capturent de jeunes femmes en signe de bons auspices pour une bonne santé et fertilité ; jadis étaient capturés les propriétaires terriens pour leur souhaiter une bonne récolte, qui en remerciement invitaient tout le groupe chez eux. À la différence des issohadores, qui peuvent échanger des mots avec la foule, les mamuthones restent muets durant tout le défilé.

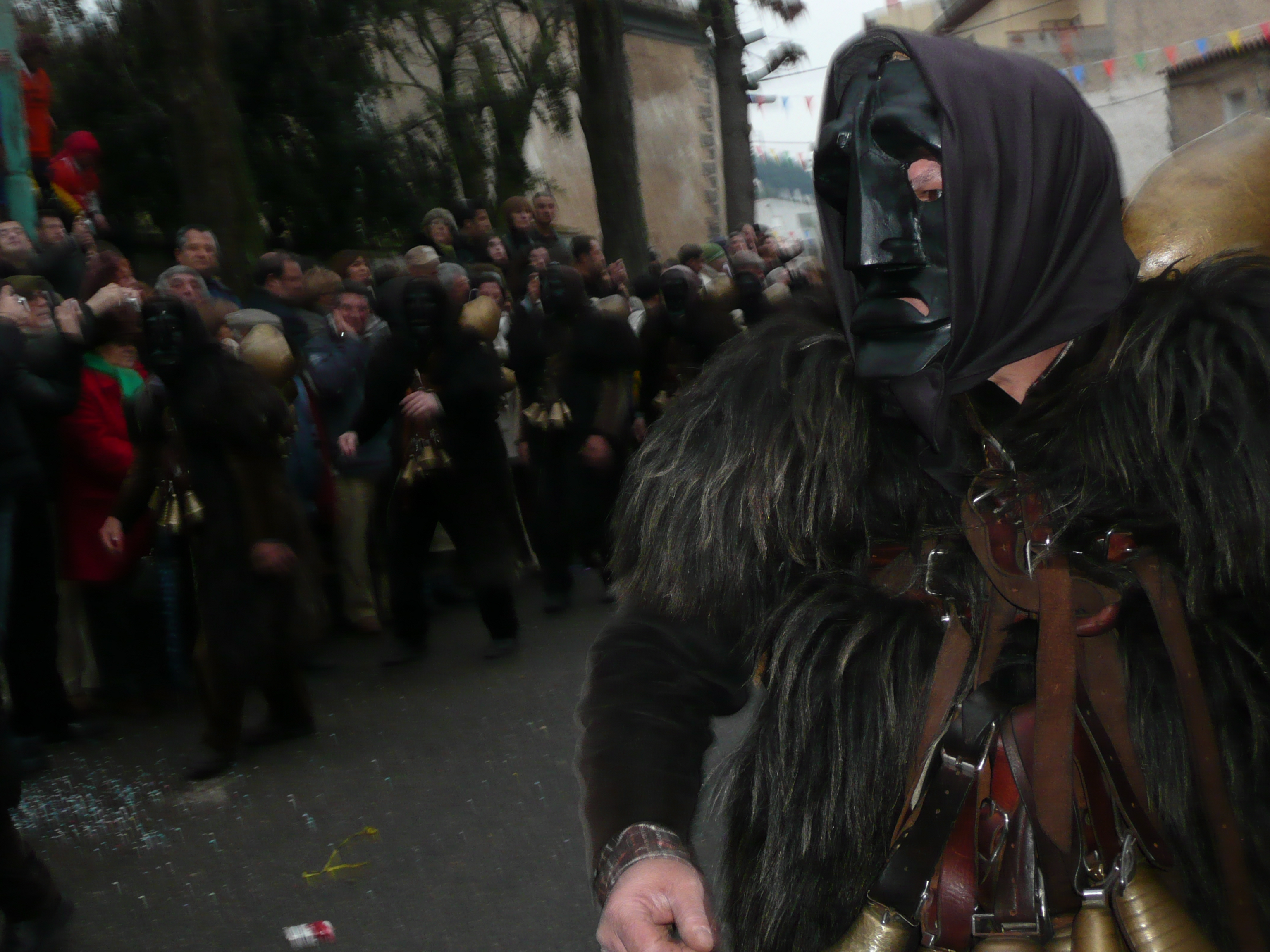
Défilé de mamuthones.
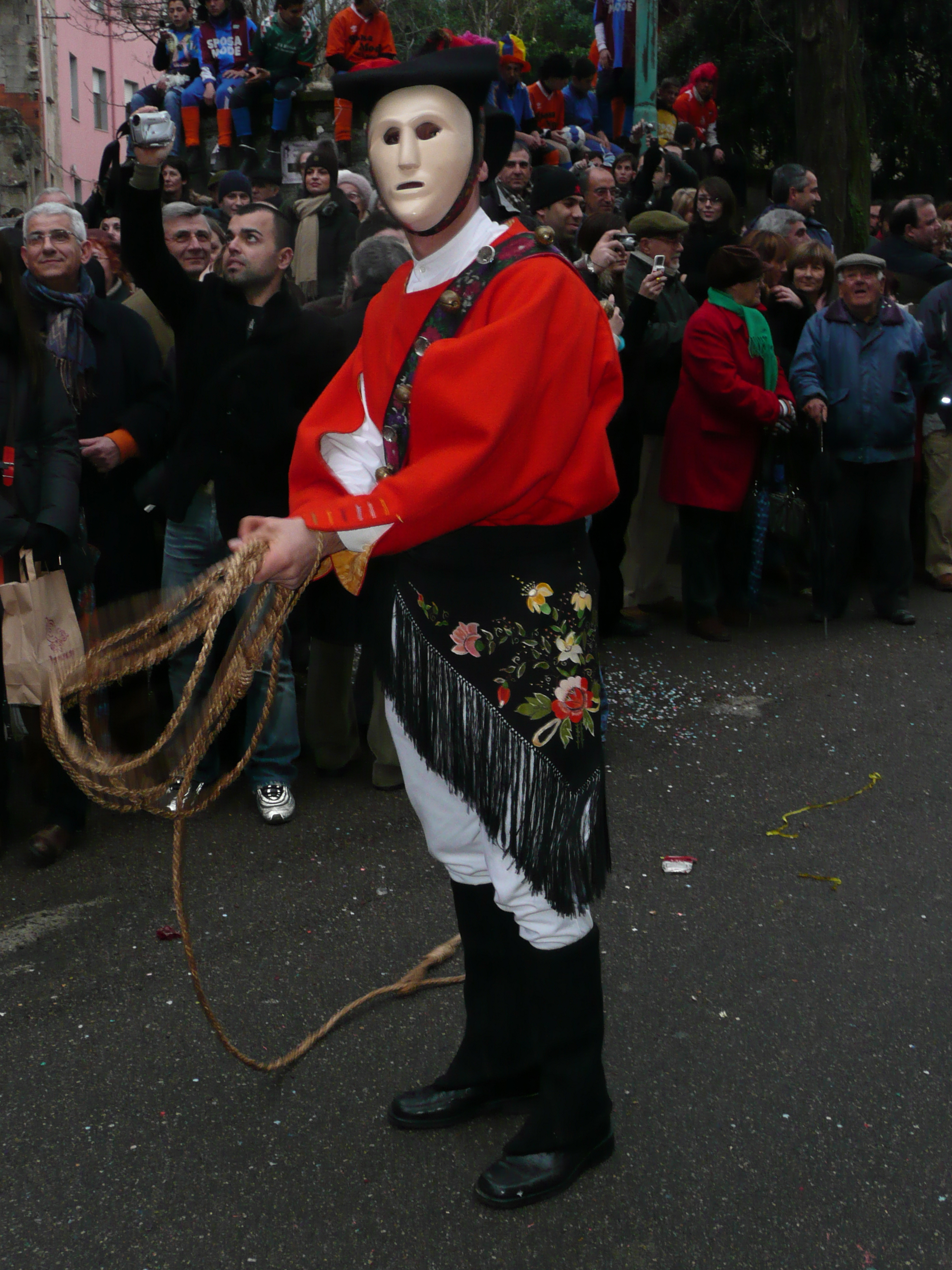
Costume de l'issohadore.
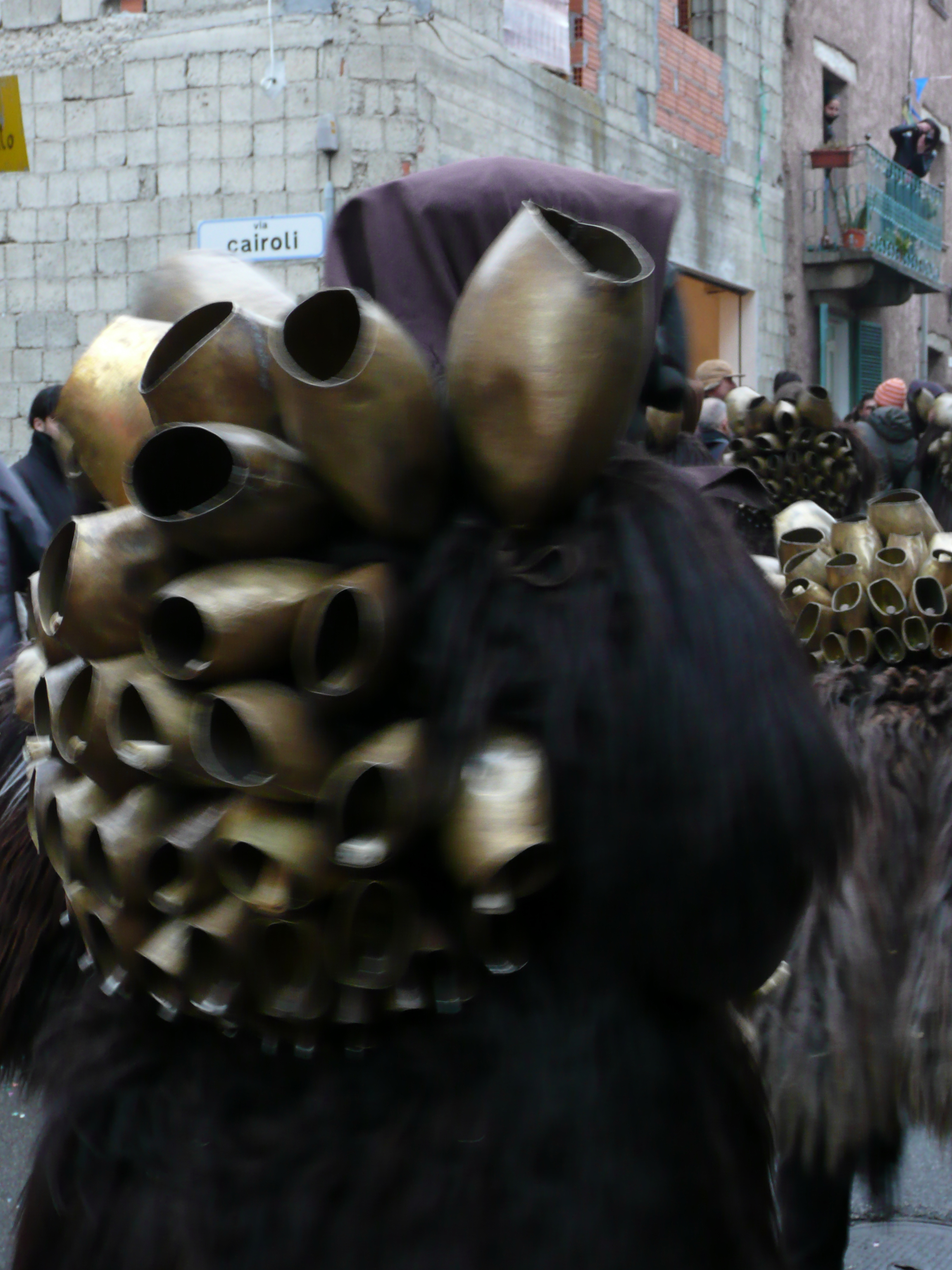
Mamuthone de dos.

## Sources
- (it) Cet article est partiellement ou en totalité issu de l’article de Wikipédia en italien intitulé « Carnevale di Mamoiada » (voir la liste des auteurs).